# Facebook f8
Facebook f8 — щорічна конференція розробників Facebook. Проходить у Сан-Франциско в Каліфорнії. Вперше була проведена 24 травня 2007 року. Метою проведення події є об’єднання програмістів та підприємців, котрі розробляють свої продукти на Платформі Facebook, а також обговорення нових можливостей та подальшого розвитку соціальної мережі. Назва "f8" походить від традиції проводити 8-годинний хакатон одразу після події.

## 2014
Подія відбувалася 30 квітня 2014 року в Сан-Франциско. Здебільшого, увага розробників була зміщена в бік мобільних застосунків. Конференцію було поділено на чотири основні напрямки:
- Build (Проектування). Використання Facebook і Parce для проектування мобільних застосунків та ігор.
- Grow (Зростання). Використання мобільної реклами, push-сповіщень та соціального шаринґу для залучення потрібних людей.
- Monetize (Монетизація). Нові засоби, які допоможуть більше заробити на веб та мобільній версії.
- Hacker Way (Шлях хакера). Про шляхи подолання проблем, з якими стикаються інженери та дизайнери в проектуванні Facebook.

Також були відведені окремі зони, такі як The Garage, де фахівці з Facebook та Instagram могли допомогти повиправляти помилки в застосунках відвідувачів конференції.